# Herrenhaus Stennewitz
Das Herrenhaus Stennewitz (polnisch Pałac w Stanowicach) ist ein ruinöses Herrenhaus im heute polnischen Stanowice.

## Bauwerk
Nach bauarchäologischer Untersuchung entstand der Bau in vier Bauphasen von der zweiten Hälfte des 16. Jahrhunderts bis in die Jahre 1871/72. Ein Hauptbau und zwei Flügel umschließen einen kleinen Innenhof. Der Hauptbau und der Ostflügel sind ähnlich gestaltet, der Westflügel jedoch im Stil der Neorenaissance durch fünf Risalite gegliedert und weist einen Turm auf.

## Geschichte
Das Dorf ist in einer Schenkungsurkunde Albrechts. III von Brandenburg vom 23. Mai 1300 an das Kloster Himmelstädt erwähnt. In Stennewitz saßen sicher ursprünglich die von Stennewitz. Im Landbuch Ludwigs des Älteren von 1337 sind die von Winningen als Besitzer aufgeführt. Auch Lehen der von Perwenitz waren verzeichnet. Die Untermühle (heute: Gąśnik) und die Obermühle (heute: Trząśnik) gehörten zum Kirchenbesitz. 1455 werden die von Marwitz als Lehensnehmer genannt, aber auch die von Horker. 1492–1493 ist Henning von der Marwitz als Patron der Kirchen von Landsberg, Sellin und Stennewitz erwähnt. Am 13. März 1499 wird im Feudalbrief des neuen Kurfürsten Joachim Hans (II) von der Marwitz erwähnt. Die ältesten Bauteile des heutigen Baus stammen wohl von einem Herrenhaus, das Asmus von der Marwitz errichten ließ. Von 1714 bis 1718 war Karl Friedrich von der Marwitz letzte belegte Vertreter der Marwitz am Ort.
1741 wurde Hans Ehrenreich von Glöden Besitzer, 1763 erwarb Wilhelm Gottfried von Bayer das Gut. Diese ließ das Herrenhaus umbauen, den Park umgestalten und die Kirche renovieren. Die Anlage wurde nach Osten verlängert und aufgestockt. Im ersten Drittel des 19. Jahrhunderts wurde das Herrenhaus umgebaut und um zwei Flügel an der Nordseite erweitert. Der Besitz gelangte, nach alten Matrikeln, um 1839 an Martin Gottlieb Treichel. Als Grundbesitz des Karl (Carl) Treichel, verheiratet mit Klara Bayer, ist dann 1857 ausgewiesen als Stennewitz mit Stennewitzer Hütte, Christinenhof und Sophinau. Dieser ließ das Herrenhaus nach Plänen von Karl Johann Bogislaw Lüddecke im Stil der Neorenaissance erheblich umbauen. Die bürgerliche Familie Treichel entwickelte eine Besitzer-Tradition ähnlich der Karbe und Schulz im Oderbruch. Ein Familienzweig auf Liebenow wurde nobilitiert. Die Töchter Treichel aus Stennewitz heirateten in Adelsfamilien ein, so Johanna Treichel den einflussreichen Grundherrn Karl von Waldow und Reitzenstein auf Königswalde. Zur Unterscheidung nannte sich die Treichel als örtliche Gutsherren Treichel-Stennewitz. Für 1879 weit das erstmals amtlich publizierte General-Adressbuch der Rittergutsbesitzer der Provinz Brandenburg für das kreistagsfähige Rittergut Stennewitz 1614 ha in Summe aus. Davon waren etwa 1091 Ackerflächen und 512 ha Forsten.  1914 hieß der Eigentümer Georg Treichel. Er wurde 1861 in Stennewitz geboren, war dann auf dem Internat der Ritterakademie Brandenburg, wurde Reserveoffizier, Bildungsreise nach Engeland und Nordamerika, lernte Landwirtschaft, zuerst Rittergut Liebenow bis 1897 und dann Übernahme von Stennewitz. Ihm gehörte das Rittergut Stennewitz und das Rittergut Sophienaue. Ähnlich ist die Datenlage für 1929. Zum Gutsbetrieb Treichel-Stennewitz gehörte damals noch eine Flockenfabrik. Zu diesem Zeitpunkt ist der Sohn Friedrich Karl Treichel der Pächter beim Vater. Vertreter der Familie machten ihr Abitur auf bekannten Gymnasien oder der Standesschule des märkischen Großgrundbesitzes, der Ritterakademie Brandenburg. Auch die Tochter des Hauses, Hilla Treichel-Stennewitz (1923–2020), heiratete mit Knud Caesar einen vormaligen Schüler dieser Einrichtung. Der letzte Gutsherr Friedrich Karl Treichel, geboren 1894, Abitur an Ritterakademie, Jura-Studium, Leutnant, Landwirt, Hochzeit mit Hannah von Freier-Raduhn (1903–1945), Pächter und dann Eigentümer von Stennewitz, Hauptmann d. R., UK gestellt, wurde Ende Januar 1945 von der Roten Armee in Stennewitz erschossen, seine Frau gilt als vermisst.